# Franco Tongya
Franco Daryl Tongya Heubang (ur. 13 marca 2002 w Turynie) – włoski piłkarz kameruńskiego pochodzenia występujący na pozycji pomocnika we francuskim klubie Olympique Marsylia oraz w reprezentacji Włoch do lat 19. Wychowanek Brandizzo, w trakcie swojej kariery grał także w Juventusie.